# رؤية تصغيرية
الرؤية التصغيرية، هي حالة مرضية يتأثر فيها الإدراك البصري للفرد ليرى الأشياء أصغر مما هي عليه في الواقع. تحدث الرؤية التصغيرية بسبب عوامل بصرية كارتداء النظارات أو نتيجة تشوه الصور في العين بسبب تورم القرنية أو تغيرات في شكل شبكية العين كالوذمة الشبكية أو التنكس البقعي أو اعتلال الشبكية المصلي المركزي أو نتيجة تغيرات في الدماغ كإصابات الدماغ الرضية والصرع والصداع النصفي والعقاقير الموصوفة والعقاقير غير المشروعة أو نتيجة عوامل نفسية. ترتبط بعض الظواهر الفصامية بالرؤية التصغيرية، وهذا قد يحدث نتيجة اختلال خصوصية وظائف الدماغ.
يشيع ارتباط حالات الرؤية التصغيرية بتثبيت العيون (التقارب) أو التركيز على (المطابقة) المسافة الأقرب من الجسم المعني وفقًا لقانون إيميرت. تعتبر الرؤية التصغيرية النصفية أحد أشكال الرؤية التصغيرية، سميت بالنصفية لأنها تشمل أحد نصفي الساحة البصرية فقط. قد تحدث الرؤية التصغيرية النصفية نتيجة وجود آفات دماغية في أحد نصفي الكرة المخية.
تتضمن حالات التشوه البصري الأخرى الرؤية التكبيرية ومتلازمة أليس في بلاد العجائب. تكون الأولى أقل شيوعًا وذات تأثير عكوس، بينما تترافق الثانية بأعراض الرؤية التصغيرية والرؤية التكبيرية معًا.

## العلامات والأعراض
يرى المصابون بالرؤية التصغيرية الأشياء أصغر أو أبعد مما هي عليه في الواقع.
يدرك غالبية الأفراد الذين يعانون من الرؤية التصغيرية أن تصوراتهم لا تحاكي الواقع. يمكن للكثيرين تخيل الأحجام الفعلية للأشياء والمسافات على الرغم من عدم قدرتهم على إدراك أبعادها الحقيقية، ويعتبر هذا الأمر شائع الحدوث. استطاعت إحدى المريضات تحديد أبعاد الأشياء باستخدام يديها، كما استطاعت تقدير المسافة بين جسمين والمسافة بينها وبين جسم ما. نجحت المريضة نفسها في معرفة الأشكال الأفقية والعمودية والموضوعة بزاوية 45⁰، ولم تجد صعوبة في البحث عن شيء في درج فوضوي، مما يشير إلى سلامة القدرة على التفريق بين الشكل والخلفية لديها على الرغم من معاناتها من الرؤية التصغيرية.
يرى الأفراد الذين يعانون من الرؤية التصغيرية النصفية الأشياء الموجودة في مجالهم البصري الأيمن أو الأيسر منكمشة أو مضغوطة، وهذا ما يحضرهم للطبيب في معظم الحالات. قد يجد المصابون صعوبة في تقدير تناظر الصور؛ إذ يميل المرضى عند الرسم إلى التعويض عن ذلك برسم النصف الأيسر أو الأيمن من الشيء أكبر قليلًا من النصف الآخر. في إحدى الحالات، طلب من شخص مصاب بالرؤية التصغيرية النصفية رسم ستة أشياء متناظرة. كان حجم الصورة في النصف الأيسر أكبر بنسبة 16٪ من النصف الأيمن المقابل.

## التشخيص التفريقي
تملك الرؤية التصغيرية مجموعة متنوعة من الأسباب، وهي الأكبر مقارنةً بباقي التشوهات البصرية:

### الصداع النصفي
قد تحدث الرؤية التصغيرية خلال مرحلة الأورة من نوبة الصداع النصفي، وهي مرحلة تسبق ظهور الصداع تتميز عادةً باضطرابات بصرية. تحدث الرؤية التصغيرية قبل نوبة الصداع النصفي مباشرةً أو خلال بدايتها إلى جانب الاضطرابات التالية: العمى الشقي والعمى الربعي والعتمة والوبصة والعتمة الجدارية وتشوه المرئيات والرؤية التكبيرية وبعادية المرئيات وازدواج الرؤية واضطراب تمييز الألوان واضطرابات الهلوسة. تظهر الأعراض عادة قبل أقل من ثلاثين دقيقة من بدء الصداع النصفي وتستمر لمدة 5- 20 دقيقة. يعاني 10-20٪ فقط من الأطفال المصابين بالصداع النصفي من الأورة. مع ذلك، تكون الأورة البصرية –كالرؤية التصغيرية مثلًا- أشيع الموجودات المشاهدة عند الأطفال المصابين بالصداع النصفي.

### النوبات الصرعية
تعتبر نوبات الفص الصدغي السبب العصبي الأشيع للرؤية التصغيرية. تؤثر هذه النوبات عادةً على المجال البصري الكامل للمريض. تكون الرؤية التصغيرية -في حالات نادرة- جزءًا من نوبات صرعية بصرية بحتة تؤثر على نصف المجال البصري فقط، وقد تترافق مع اضطرابات بصرية دماغية أخرى. تتولد النوبات في صرع الفص الصدغي الإنسي في مجمع اللوزة الدماغية وقرن آمون، ويعتبر هذا النوع من الصرع السبب الأشيع للنوبات التي تؤدي إلى حدوث اضطرابات إدراكية كالرؤية التصغيرية والرؤية التكبيرية. في معظم الحالات، تكون الرؤية التصغيرية الأورة التي تنبه المريض قبل حدوث النوبة لدى الأشخاص المصابين بصرع الفص الصدغي الإنسي. تدوم معظم الأورات لفترة قصيرة جدًا تتراوح من بضع ثوانٍ إلى بضع دقائق.

### تعاطي المخدرات
قد تحدث الرؤية التصغيرية بعد تعاطي المسكالين أو الأدوية المهلوسة الأخرى. تختفي التغيرات الإدراكية التي يسببها الدواء عادةً مع خروج المادة الكيميائية من الجسم، ولكن قد يؤدي تعاطي الكوكايين على المدى الطويل إلى بقاء الرؤية التصغيرية كتأثير جانبي مزمن. قد تكون الرؤية التصغيرية أحد أعراض اضطراب الإدراك الإهلاسي المستمر، وفيه يستمر الشخص باستعادة ذكريات الهلوسة القديمة بعد فترة طويلة من تناول المادة المهلوسة. تشكل التشوهات البصرية -كالرؤية التصغيرية- معظم هذه الذكريات. يواجه 15- 80٪ من مستخدمي المواد المهلوسة هذه الذكريات. قد تكون الرؤية التصغيرية أحد الآثار الجانبية النادرة للزولبيديم الذي يوصف لعلاج الأرق بشكل مؤقت.

### عوامل نفسية
قد يعاني المرضى النفسيون من الرؤية التصغيرية في محاولة لإبعاد أنفسهم عن مواقف النزاع. قد تكون الرؤية التصغيرية أيضًا أحد أعراض الأمراض النفسية التي يتخيل فيها المرضى الأشخاص كأشياء صغيرة، ويعتبر ذلك طريقة للتحكم في الآخرين استجابةً لانعدام الأمن ومشاعر الضعف لديهم. تظهر الرؤية التصغيرية كمرآة لمشاعر سابقة بالانفصال عن الأشخاص والأشياء لدى بعض البالغين الذين عانوا من الشعور بالوحدة في طفولتهم.

### العدوى بفيروس إبشتاين-بار
قد يكون سبب الرؤية التصغيرية تورم القرنية بسبب الإصابة بفيروس إبشتاين بار، وبالتالي قد تكون من الأعراض الأولى لكثرة الوحيدات العدوائية، وهو مرض يسببه فيروس إبشتاين بار.

### وذمة الشبكية
قد تحدث الرؤية التصغيرية بعد الوذمة الشبكية التي تسبب خلع في الخلايا المستقبلة. يحدث اختلال في المستقبلات الضوئية بعد إعادة الربط الجراحي لانفصال الشبكية تشرمي المنشأ الذي يتضمن البقعة. قد يعاني المرضى بعد الجراحة من الرؤية التصغيرية نتيجة انفصال المستقبلات الضوئية بسبب التوذم. 

### التنكس البقعي
يسبب التنكس البقعي عادةً الرؤية التصغيرية نتيجة تورم البقعة أو انتفاخها. تبدو هذه البقعة كمنطقة صفراء بيضاوية الشكل بالقرب من مركز الشبكية في العين البشرية. تتضمن العوامل الرئيسية المؤدية إلى هذا المرض العمر والتدخين والوراثة والسمنة. أظهرت بعض الدراسات أن تناول السبانخ أو الكرنب الأخضر خمس مرات في الأسبوع يقلل من خطر الإصابة بالتنكس البقعي بنسبة 43٪.

### اعتلال الشبكية المصلي المركزي
اعتلال الشبكية المصلي المركزي، هو مرض يحدث فيه انفصال مصلي في شبكية العين الحسية العصبية نتيجة حدوث تسريب من المشيماء الشعيرية عبر ظهارة الشبكية الصباغية. يسبب المرض عادةً تدهور في حدة البصر والرؤية التصغيرية.

### آفات الدماغ
تشاهد حالات الرؤية التصغيرية عادةً لدى الأفراد الذين يعانون من احتشاء في الدماغ. ينقل الجانب التالف من الدماغ معلومات حجمية تتعارض مع المعلومات الحجمية التي ينقلها الجانب الآخر من الدماغ. يؤدي هذا إلى تناقض بين الإدراك الحقيقي لحجم الكائن والإدراك المصغر له، ليتسبب الانحياز المصغر في النهاية بالرؤية التصغيرية. قد تسبب الآفات التي تصيب أجزاء أخرى من المسارات البصرية خارج المخ حدوث الرؤية التصغيرية أيضًا.